# Ewa Stasiewicz
Ewa Maria Stasiewicz – polska artystka kabaretowa, stand-uperka. W Zielonej Górze organizuje cykliczną imprezę „Stand up ON”.
Stworzyła postać i regularnie wciela się w rolę Pauliny Macutkiewicz, czyli fikcyjnej osoby, która nagrywa spoty i kandyduje w każdych wyborach.

## Kabaret i stand-up
Od 2003 roku występowała w stałym składzie Kabaretu Hlynur. W 2007 roku otrzymała I miejsce w kategorii „monolog”, podczas Łódzkich Dialogów Kabaretowych ŁÓDKA 2007. W 2013 roku Kabatret Hlynur zakończył swoją działalność.
Od 2009 roku jest zatrudniona w Zielonogórskim Zagłębiu Kabaretowym.
W 2017 postanowiła zająć się stand-upem, a w 2020 roku znalazła się w zestawieniu 10 najpopularniejszych polskich stand-uperek.

## Paulina Macutkiewicz
W 2014 Ewa Stasiewicz zamieściła na YouTube film będący rzekomo spotem wyborczym Pauliny Macutkiewicz, kandydatki na burmistrza. W rzeczywistości taka osoba nie istnieje, a w filmie występuje Ewa Stasiewicz, która w satyryczny sposób ukazuje absurdualne zachowania i postawy polityków podczas kampanii wyborczych.
Jako fikcyjna postać Paulina Macutkiewicz wraz z mężem prowadzi hurtownię farb, ma dwójkę dzieci. Kandyduje, aby ludziom żyło się lepiej. Dwukrotnie startowała na burmistrza (2014, 2018) i na prezydenta (2015, 2020) oraz trzykrotnie na posłankę (2015, 2019, 2023).
W 2020 roku wzięła udział w akcji hot16challenge2.

## Filmografia

### Aktorka
Filmy
- Baśń o ludziach stąd jako Żulka (2003)[8]
- Zamknięci w Cebuloidzie jako Julia (2007)[9]

### Scenariusz
- Zamknięci w Cebuloidzie (2007)[9]